# Неумоев, Яков Николаевич
Яков Николаевич Неумоев (1907—1993) — капитан Советской Армии, участник Великой Отечественной войны, Герой Советского Союза (1944).

## Биография
Родился 17 января 1907 года в деревне Трошина (ныне — Уватский район Тюменской области) в семье крестьянина.
В 1929—1931 годах проходил службу в Рабоче-крестьянской Красной Армии. В 1931—1941 годах руководил колхозом «Северный» Тобольского района. В сентябре 1941 года Неумоев повторно был призван в армию. С октября того же года — на фронтах Великой Отечественной войны.
К декабрю 1943 года гвардии лейтенант Яков Неумоев командовал эскадроном 28-го гвардейского кавалерийского полка 6-й гвардейской кавалерийской дивизии 3-го гвардейского кавалерийского корпуса 1-го Прибалтийского фронта. Отличился во время освобождения Витебской области Белорусской ССР. 16 декабря 1943 года эскадрон Неумоева принимал участие в боях на участке шоссе Невель — Городок, перерезав эту дорогу и отразив большое количество немецких контратак. В тех боях эскадрон Неумоева уничтожил 3 танка, 5 автомашин и большое количество солдат и офицеров противника.
Указом Президиума Верховного Совета СССР от 4 июня 1944 года за «образцовое выполнение боевых заданий командования на фронте борьбы с немецкими захватчиками и проявленные при этом мужество и героизм» гвардии лейтенант Яков Неумоев был удостоен высокого звания Героя Советского Союза с вручением ордена Ленина и медали «Золотая Звезда». Был также награждён орденами Красного Знамени и Александра Невского, двумя орденами Отечественной войны 1-й степени, орденом Красной Звезды и рядом медалей. В апреле 1945 года участвовал во встрече на Эльбе.
В 1946 году в звании капитана Неумоев был уволен в запас. Проживал и работал в Тюмени. В 1947—1955 годах работал директором Тюменского ипподрома. В 1955—1962 годах руководил колхозами «Победа» (дер. Плеханова) и «Новый путь» (с. Успенское) Тюменского района. В 1962 году опять назначен директором ипподрома. Неумоев сумел доказать неправильность предложения о переносе ипподрома за пределы Тюмени, начал реконструкцию помещений ипподрома, стал выращивать корм для лошадей возле посёлка Рощино. В 1975 году получил звание почётного гражданина Тюмени. Ушёл с должности директора ипподрома в 1977 году. В 1990 году участвовал в московской встрече ветеранов войны из СССР и США. Скончался 2 декабря 1993 года, похоронен на Червишевском кладбище Тюмени.
В честь Неумоева назван сквер в Тюмени на углу улиц Рижской и Севастопольской. В Тюменском краеведческом музее хранятся личные вещи Неумоева: именная шашка, подаренная им музею в 1965 году, и переданные после смерти бурка, башлык, шапка-кубанка и сапоги со шпорами.